# Namazonurus
Namazonurus – rodzaj jaszczurek z podrodziny Cordylinae w obrębie rodziny szyszkowcowatych (Cordylidae).

## Zasięg występowania
Rodzaj obejmuje gatunki występujące w Południowej Afryce i Namibii. 

## Systematyka
Rodzaj zdefiniował w 2011 roku amerykańsko-południowoafrykański zespół herpetologów (Amerykanie Edward L. Stanley, Aaron Matthew Bauer i Todd R. Jackman oraz Południowoafrykańczycy William Roy Branch i Pieter Le Fras Nortier Mouton) w artykule poświęconym zagadnieniom systematycznym w obrębie rodziny szyszkowcowatych opublikowanym w czasopiśmie Molecular Phylogenetics and Evolution. Gatunkiem typowym jest (oryginalne oznaczenie) Namazonurus pustulatus.

### Etymologia
Namazonurus (rodz. męski): Namaqualand, region geograficzny w Południowej Afryki i Namibii; rodzaj Zonura Merrem, 1820.

### Podział systematyczny
Takson wyodrębniony z Cordylus. Do rodzaju należą następujące gatunki: 
- Namazonurus campbelli (FitzSimons, 1938)
- Namazonurus lawrenci (FitzSimons, 1939)
- Namazonurus namaquensis (Methuen & Hewitt, 1914)
- Namazonurus peersi (Hewitt, 1932)
- Namazonurus pustulatus (Peters, 1862)